# Leonberger
Leonberger är en hundras från Tyskland. Den är av molossertyp och räknas till bergshundarna, men den har aldrig använts som boskapsvaktare eller herdehund. Den skapades på 1830-och 1840-talen genom korsning av sankt bernhardshund, svart-vit newfoundlandshund och pyrenéerhund.

## Historia
Uppfödaren Heinrich Essig var rådman i staden Leonberg i Baden-Württemberg önskade att få fram en hund som liknade lejonet i stadsvapnet. 1846 föddes den första kullen som fick benämningen leonberger. Leonberger blev godkänd som självständig ras 1895. Efter första världskriget återstod endast fem individer och efter andra världskriget bara åtta och stammen har fått byggas upp på nytt.

## Egenskaper
Hundarna blev populära som gårdshundar och vagnshundar. Den är en trogen sällskapshund som också deltar på hundutställning. Leonberger arbetar gärna i vatten och för rasen finns ett särskilt vattenprov i livräddning.

## Utseende
De är kraftiga och stora, har guldbrun päls och har ett svart ansikte med bruna ögon. Pälsen är tjock och består av täckhår och underull. Skillnaden mellan könen är framträdande. Rasen har simhud mellan tårna.